# Paradendryphiopsis anomala
Paradendryphiopsis anomala är en svampart som beskrevs av Morgan-Jones, R.C. Sinclair & Eicker 1983. Paradendryphiopsis anomala ingår i släktet Paradendryphiopsis, divisionen sporsäcksvampar och riket svampar.   Inga underarter finns listade i Catalogue of Life.